# Lean startup
Lean Startup es una metodología para desarrollar negocios y productos. La metodología apunta a acortar los ciclos de desarrollo de productos adoptando una combinación de experimentación impulsada por hipótesis para medir el progreso, lanzamientos de productos iterativos para ganar valiosa retroalimentación de los clientes y aprendizaje validado para medir cuánto se ha aprendido. Esta metodología fue desarrollada por Eric Ries con influencia de la metodología Lean manufacturing, creada por 
Kiichiro Toyoda, y la metodología de desarrollo de clientes de Steve Blank.
La hipótesis central de la metodología lean startup es que si las compañías startups invierten su tiempo en productos o servicios de construcción iterativa para satisfacer las necesidades de los primeros clientes, pueden reducir los riesgos de mercado y evitar la necesidad de grandes cantidades de financiación inicial o grandes gastos para lanzar un producto.

## Antecedentes
Ries desarrolló la idea para el inicio de Lean de sus experiencias como asesor de startup, como empleado, y fundador. Su primer Startup,  Catalyst Recruiting, fracasó porque no entendían las necesidades de sus clientes, y debido a que se centró demasiado tiempo y energía en el producto inicial. Después de Catalyst, Ries fue un ingeniero de software senior en There Inc. Ries describe There Inc. como un ejemplo clásico de una empresa de Silicon Valley, con cinco años de historia, $40 millones en el financiamiento, y cerca de 200 empleados en el momento de lanzamiento del producto en 2003. There Inc. lanzó su producto, There.com, pero no fueron capaces de cosechar popularidad más allá del inicio. Ries afirma que a pesar de las muchas causas inmediatas del fracaso, el error más importante fue que la compañía con su "visión era casi demasiado concreta", por lo que era imposible ver que su producto no representaba con exactitud la demanda de los consumidores.
Aunque el dinero perdido difieren en varios órdenes de magnitud, los fracasos de There, Inc. y Catalyst Recruiting tenían orígenes similares, Ries afirmaba que "estaba trabajando delante de la tecnología en lugar de trabajar hacia atrás a partir de los resultados del negocio que estamos tratando de lograr ". Ries comenzó a desarrollar la filosofía lean de estas experiencias, y de otras observadas al trabajar en el mundo empresarial de alta tecnología.

## Orígenes
Originalmente desarrollada en 2008 por Eric Ries teniendo en mente compañías de alta tecnología, la filosofía Lean startup se ha ampliado para aplicarse a cualquier individuo, grupo o empresa que busca introducir nuevos productos o servicios en el mercado. Actualmente, la popularidad de Lean startup ha crecido fuera de Silicon Valley (el lugar de su nacimiento) y se ha expandido alrededor del mundo, en mayor medida por el éxito del libro superventas de Ries: The Lean Startup: How Today's Entrepreneurs Use Continuous Innovation to Create Radically Successful Businesses.
La filosofía Lean startup se basa en lean manufacturing, la filosofía de producción ajustada desarrollada en los 80s por los fabricantes de coches japoneses. El sistema de producción ajustada considera como desperdicio todo aquel gasto de recursos que vaya dedicado a un objetivo que no sea la creación de valor para el consumidor final, y por tanto un objetivo a ser eliminado. En particular, el sistema se focaliza en situar estratégicamente pequeñas cantidades de inventario, conocidas como kanban, a lo largo de la cadena de ensamblaje, a diferencia del almacenamiento completo del inventario en un almacén centralizado. Estos kanban proveen a los trabajadores del suficiente input a medida que lo necesitan, y haciéndolo así, se reduce el desperdicio al mismo tiempo que se incrementa la productividad. Además, mediante controles de calidad en distintos puntos se puede identificar errores o imperfecciones durante el ensamblado lo antes posible para asegurar que se gasta la menor cantidad de tiempo posible en desarrollar producto defectuoso. Otro foco importante del sistema de lean management es que se mantienen relaciones estrechas con los proveedores lo cual les permite a estos últimos entender los deseos de sus clientes.
En 2008, Ries siguió el consejo de sus mentores y desarrolló la idea de lean startup, utilizando sus experiencias personales adaptando los principios de lean management al mundo de startups de alta tecnología. En septiembre de 2008, Ries acuñó por primera vez el término en su blog, Startup Lessons Learned, en un post llamado “The lean startup.”

## Filosofía
De manera similar a los preceptos del lean management, la filosofía de lean startup de Ries busca eliminar las prácticas ineficientes y se centra en incrementar el valor de la producción durante la fase de desarrollo. De esta forma la startup puede tener más oportunidades de triunfar sin requerir grandes cantidades de fondos externos, planes de empresa elaborados, o el producto perfecto. Ries cree que la opinión de los clientes durante el desarrollo del producto es una parte integral del proceso de lean startup, y asegura que el productor no va a invertir tiempo en diseñar características o servicios que el cliente no desea. Esto se lleva a cabo principalmente a través de dos procesos, usando Indicadores Clave de Desempeño y un desarrollo continuo. A causa de que las startups, típicamente, no pueden permitirse la dependencia total de su inversión en el lanzamiento de un único producto, Ries mantiene que lanzando un producto mínimo viable, aunque no esté finalizado, la empresa puede hacer uso de la opinión de los clientes para ajustar su producto a las necesidades concretas de los mismos.
La filosofía de lean startup separa a las startups basadas en la web o en áreas tecnológicas de la ideología de las anteriores empresas punto com en el sentido de conseguir una producción efectiva en cuanto a coste construyendo el producto mínimo viable y utilizando la opinión de los clientes para refinarlo. Ries afirma que "lean no tiene nada que ver con cuanto dinero gana una empresa," tiene que ver con evaluar las demandas específicas del consumidor y cómo satisfacerlas usando la cantidad mínima de recursos posible.

## Definiciones

### Basado en “El método Lean Startup”
Ries utiliza, tanto en su blog como en su libro, una terminología específica para describir los principios esenciales del lean startup.

#### Producto mínimo viable
Un producto mínimo viable (PMV) es “la versión de un nuevo producto que permite a un equipo recoger con el mínimo esfuerzo la máxima cantidad de conocimiento validado acerca de los consumidores”. El objetivo de un PMV es evaluar las hipótesis fundamentales de un negocio (o “actos de fe”) y ayudar a los emprendedores a comenzar el proceso de aprendizaje lo más rápido posible. Como ejemplo, Ries destaca que el fundador de Zappos, Nick Swinmurn, quería probar la hipótesis de que los clientes estaban dispuestos y querían comprar zapatos en línea. En lugar de desarrollar una página web y una enorme base de datos sobre calzado, Swinmurn se puso en contacto con zapaterías locales, tomó fotografías de su inventario, subió las imágenes a Internet, les compró los zapatos al precio de mercado, y los vendió directamente a los clientes si los compraban a través de su sitio web. Swinmurn dedujo que existía una demanda latente por parte de los consumidores, y Zappos se convirtió en un negocio multimillonario basando su estrategia en la venta de zapatos en línea.

#### Puesta en producción continua (únicamente para desarrollo de software)
La puesta en producción continua (Continuous deployment) es un proceso “donde todo el código que se escribe para una aplicación se pone en producción de forma inmediata”, lo que redunda en una reducción de los ciclos de entrega del producto. Ries destaca que en alguna de las compañías para las que ha trabajado, el código se va poniendo en producción hasta unas cincuenta veces al día. Este concepto fue creado por Timothy Fitz, uno de los compañeros de Ries y de los primeros ingenieros en trabajar en IMVU.

#### Experimentossplit-test
Un experimento split-test o experimento A/B es aquel en el que se ofrecen “diferentes versiones de un producto al mismo tiempo”. El objetivo de un experimento split-test es observar los cambios en el comportamiento entre los dos grupos para medir el impacto de cada versión en un indicador accionable.
Los experimentos A/B también se pueden realizar en serie, de tal forma que un grupo de usuarios una semana puede ver una versión del producto mientras que, a la siguiente, ven otra distinta. Esta forma de trabajar puede plantear dudas en las circunstancias donde eventos externos pueden influenciar el comportamiento en un período, pero no en otro. Por ejemplo, un split-test de dos sabores de helado realizados en serie durante el verano y el invierno podría mostrar una bajada acentuada en la demanda durante el invierno, debido al tiempo atmosférico, no al propio sabor ofrecido.

#### Indicadores accionables
Los indicadores accionables permiten tomar decisiones de negocio con criterio y establecer las acciones que sean pertinentes Por el contrario, los indicadores “vanidosos” ofrecen mediciones sesgadas, mostrando el mundo “de color de rosa”, pero no reflejan de forma adecuada los auténticos motores de crecimiento de una empresa.
Los indicadores vanidosos de una empresa pueden ser accionables para otra. Por ejemplo, una compañía especializada en crear cuadros de mando para los mercados financieros podría estar utilizando la cifra de páginas vistas por persona como un indicador vanidoso, dado que sus ingresos no están basados en esa métrica. Sin embargo, una revista en línea que muestra publicidad puede ver el número de páginas vistas como un indicador esencial, puesto que está directamente correlacionado con la cifra de ingresos de su negocio.
Un ejemplo típico de indicador vanidoso es “el número de usuarios nuevos por día”. Aunque un número alto de usuarios nuevos al día parezca beneficioso para cualquier empresa, si el precio de adquirir cada usuario a través de costosas campañas de publicidad es significativamente más alto que los ingresos que se generan por usuario, entonces aumentar su número podría conducir rápidamente a la bancarrota.

#### Pivote
Un pivote es una “corrección estructurada diseñada para probar una nueva hipótesis básica sobre el producto, la estrategia y el motor de crecimiento". Un ejemplo destacable de una empresa que utiliza el pivote es Groupon; en sus comienzos, era una plataforma de activismo llamada The Point. Ante la falta de repercusión, los fundadores crearon un blog en WordPress y lanzaron su primer cupón promocional para utilizarlo en la pizzería situada en la recepción de su edificio de oficinas. A pesar de que sólo se canjearon 20 cupones, los fundadores se dieron cuenta de que su idea era importante, y había llevado a la gente a coordinar una acción de grupo. Tres años más tarde, Groupon creció hasta convertirse en un negocio multimillonario.

#### La responsabilidad y compromiso de la innovación
Este tema se refiere a cómo los emprendedores pueden mantener su responsabilidad  y maximizar los resultados, midiendo el progreso, planificando hitos, y priorizando tareas.

#### Crear-Medir-Aprender
El circuito Crear-Medir-Aprender es el núcleo central de la metodología lean startup y explica lo que se debería hacer entre las fases de ideación (Crear), codificación (Medir) y verificación de datos (Aprender). En otras palabras, es un proceso iterativo de transformar ideas en productos, medir la reacción y comportamiento de los clientes frente a los productos y aprender si perseverar o pivotar de idea. Este proceso se repite de forma continuada.

### Definiciones popularizadas después de “El método lean startup”

#### El Lienzo de modelo de negocio
El Lienzo de modelo de negocio es una plantilla de gestión estratégica y lean startup para desarrollar o documentar nuevos o existentes modelos de negocio. Consiste en una representación visual que describe la proposición de valor de una empresa, su infraestructura, clientes y finanzas. 

#### El Lienzo lean
El Lienzo lean es una adaptación dentro del lean startup del llamado Lienzo de modelo de negocio. El Lienzo lean se centra en estudiar los problemas y soluciones que en general tienen los consumidores para aplicarlos a segmentos concretos de consumidores a través de una proposición única de valor.

#### Crear-Medir-Aprender
El circuito Crear-Medir-Aprender pone el foco en la velocidad como el ingrediente crítico para el desarrollo de un producto. La efectividad de un equipo o una empresa está determinado por su habilidad para idear, construir rápidamente un Producto mínimo viable de esa idea, medir su eficacia en el mercado, y aprender del experimento.
Esta rápida interacción permite a los equipos determinar el camino más adecuado para encontrar un encaje en el mercado.

## El libro
El libro de Ries, “El método Lean Startup: cómo crear empresas de éxito utilizando la innovación continua” se publicó en septiembre de 2011 por Crown Business Publishing, subsidiaria de Penguin Random House. Debido a la popularidad de la filosofía lean startup antes de la publicación del libro, “El método Lean Startup” generó mucha expectativa, y pronto pasó a ocupar el segundo lugar en la lista de libros más vendidos de The New York Times. La popularidad del libro ayudó a expandir aún más la filosofía lean startup bajo la forma de cursos, resúmenes divulgativos del propio libro de Eric Ries. o eventos relacionados con la materia.
Amazon incluyó la obra de Ries en su lista de los mejores libros de negocios en 2011, y, para junio de 2012, ya había vendido 90 000 ejemplares.